# Coulombs (Eure-et-Loir)
Coulombs – miejscowość i gmina we Francji, w Regionie Centralnym, w departamencie Eure-et-Loir.
Według danych na rok 1990 gminę zamieszkiwały 1244 osoby, a gęstość zaludnienia wynosiła 100 osób/km² (wśród 1842 gmin Regionu Centralnego Coulombs plasuje się na 316. miejscu pod względem liczby ludności, natomiast pod względem powierzchni na miejscu 1018.).